# 吉ブー
吉ブー（よしぶー、「吉BOO」とも表記。別称「BOOちゃん」〈ぶーちゃん〉）は、吉野家のマスコットキャラクター「吉野家ドンどん丼ぶりーズ」の宣伝キャラクターのひとつ。同社商品である豚丼のマスコットキャラクターとして起用されている。
2004年2月に旅に出たGYU（ぎゅー）ちゃんこと吉ギュー（よしぎゅー、「吉GYU」とも表記）に代わり、吉野家の“看板ブタ”（性別は雄）として抜擢され、愛らしく球型にデフォルメされた容姿と動きで若い女性層を中心に人気を獲得し、吉野家の売り上げ回復に貢献した。
ぶたどんサポーターを自称しており、結構おませな性格で「牛丼うまい」と言われると傷つくプライドの高さも持ち合わせている。一人称は「ボク」で語尾に「 - ブー」あるいは「 - ブ」と付けて話すことが多い。趣味は「お布団でねること」「おそうじ」「お店ののぼりを立てること」。キムチが大好物であり、ごはんの食べ過ぎで丼から出られなくなったというエピソードがある。
将来吉野家の店長になるべく日々夢見て頑張っていたが、GYUちゃんが帰って来たのを期にBOOちゃんは自分自身を磨くために一旦、世界一周の旅に出ていった。
2006年10月31日をもって吉ブーWeb店もひとまず閉鎖。その後、吉野家のWeb上にてBOOちゃんの旅の途中での現在の心境を綴った手紙が2007年9月30日まで公開されていたものの、同年10月1日以降はWeb上にてBOOちゃんの姿を見ることが一旦出来なくなったが、先述の通り、2024年7月19日より既存マスコットキャラクターの吉ギュー、および新規マスコットキャラクターの吉コッコと共に「吉野家ドンどん丼ぶりーズ」の一員として復活することとなった。。
社名・店名と同じく、「吉」の正確な表記は「」（「土」の下に「口」、つちよし）である。